# 4 d'abril
El 4 d'abril és el noranta-quatrè dia de l'any del calendari gregorià i el noranta-cinquè en els anys de traspàs. Queden 271 dies per a finalitzar l'any.

## Esdeveniments
Països Catalans
- 1609: Expulsió dels moriscos decretada per Felip III de Castella. A proposta del Consell d'Estat d'Espanya, s'inicia la deportació completa dels moriscos, els descendents dels musulmans convertits al cristianisme, de tots els regnes de la península Ibèrica, començant pels del Regne de València.
- 1847, Barcelona: S'inaugura el Gran Teatre del Liceu.
- 1865, Barcelona: S'estrena al Teatre Principal Tal faràs, tal trobaràs, d'Eduard Vidal i Valenciano, considerat el primer drama de costums.[1]
- 1870, Gràcia: s'hi esdevé la Revolta de les Quintes.
- 1938, Morella, els Ports: el bàndol Nacional ocupa la vila.

Resta del món
- 1721: Robert Walpole esdevé de facto el primer Primer Ministre de la Gran Bretanya.[2]
- 1939ː Faisal II esdevé rei d'Iraq.[3]
- 1949, Creació de L'Organització del Tractat de l'Atlàntic Nord, OTAN, en anglès NATO.[4]
- 1959: S'aprova per unanimitat la Resolució 113 del Consell de Seguretat de les Nacions Unides relativa a la qüestió palestina.[5]
- 1960: Independència del Senegal.[6]
  - Los Angeles, Califòrnia: Ben-Hur guanya 11 estatuetes a la 32a Gala dels Oscar.[7]
- 1973, Nova York, Estats Units: S'inaugura el World Trade Center.[8]
- 1975, Albuquerque, Nou Mèxic (Estats Units): Bill Gates i Paul Allen funden l'empresa Microsoft.[9]

## Naixements
Països Catalans
- 1300 - València: Constança d'Aragó i d'Anjou, infanta d'Aragó, filla de Jaume el Just i Blanca de Nàpols. (m. 1327).
- 1731 - Sant Mateu (Baix Maestrat): Francesc Morera i Cots, compositor valencià del barroc (m. 1793).[10]
- 1893 - Sabadell: Joan Sallarès i Castells, llibreter, escriptor i editor català.[11]
- 1894 - Teresa de Cofrents: Vicenta Matalí Bayona, mestra, política i escriptora valenciana del segle xx, vinculada al valencianisme conservador i catòlic (m. 1983).[12]
- 1916 - Barcelona: Pere Farreras i Valentí, metge català (m. 1968).[13]
- 1943:
  - Alcoi: Isabel-Clara Simó i Monllor, escriptora i periodista valenciana (m. 2020).[14]
  - Torrelles de Llobregat, Baix Llobregat: Joan Rigol i Roig és un polític català, militant d'UDC i que ha estat president del Parlament de Catalunya (m. 2024).[15]
  - La Suze-sur-Sarthe: Mercè Durfort i Coll, biòloga catalana (m. 2022).[16]
- 1945 - Sabadell: Antoni Farrés i Sabater, advocat i polític català, alcalde de Sabadell del 1979 al 1999 (m. 2009).[17]
- 1949 - Eivissa: Isidor Marí Mayans, professor i sociolingüista eivissenc.[18]
- 1951 - Esplugues de Llobregat, Baix Llobregat: Mercedes Milà, periodista i presentadora de televisió catalana.
- 1962 - Ulldemolins: Misericòrdia Montlleó, política catalana, ha estat alcaldessa d'Ulldemolins i diputada al Parlament de Catalunya.
- 1985 - Palma: Rudy Fernández, jugador de bàsquet, campió del món (Japó 2006) amb la selecció espanyola.
- 1997 - Santa Eulàlia de Riuprimer: Laia Raventós, jugadora de bàsquet catalana, que juga als Estats Units.

Resta del món
- 188 - Lugdúnum, Gàl·lia Celta, Imperi Romà: Caracal·la, emperador de Roma (m. 217).[19]
- 1767 - París: Constance Marie Charpentier, pintora francesa que es va especialitzar en les escenes de gènere i retrats (m. 1849).[20]
- 1785 - Frankfurt del Main: Bettina von Arnim, escriptora alemanya del romanticisme (m. 1859).[21]
- 1802 - Hampden, Massachusetts [actualment a Maine]: Dorothea Dix, educadora, reformadora social americana (m. 1887).[22]
- 1819 - Rio de Janeiro: Maria II de Portugal l'Educadora, reina de Portugal (m. 1853).[23]
- 1851 - Saitama: Ginko Ogino, la primera metgessa japonesa (m.1913).[24]
- 1868 - Brighton (Anglaterra): Philippa Fawcett, matemàtica i educadora anglesa (m. 1948).[25]
- 1869 - Pittsburgh, Pennsilvània: Mary Colter, arquitecta nord-americana (m. 1958).[26]
- 1872 - Mondsee: Frida Uhl, escriptora i traductora austríaca (m. 1943).[27]
- 1881 - Torí (Itàlia): Amalia Guglielminetti, escriptora italiana (m. 1941).[28]
- 1905 - Niça, França: Eugène Bozza, compositor francès (m. 1991).
- 1914 - Saigon, Vietnam: Marguerite Duras, escriptora francesa (m. 1996).[29]
- 1922 - Nova York, Estats Units: Elmer Bernstein, compositor i director d'orquestra (m. 2004).[30]
- 1928 - Saint Louis, Missouri: Maya Angelou, poetessa, novel·lista, activista pels drets civils, actriu i cantant dels EUA. (m. 2014)[31]
- 1932 - Nova York, Estats Units: Anthony Perkins, actor estatunidenc.
- 1945 - Mont-real, Canadà: Denise Desautels, poeta i narradora quebequesa.[32]
- 1947 - Palerm (Itàlia): Salvatore Sciarrino, compositor italià de música acadèmica contemporània.[30]
- 1960 - 
  - Burgos: Yolanda Barcina Angulo, política espanyola, ha estat presidenta del Govern de Navarra.[33]
  - Lincoln, Lincolnshire: Jane Eaglen, soprano anglesa.[34]
- 1986 - Madrid: Pilar Peña, jugadora de waterpolo.

## Necrològiques
Països Catalans
- 1478 - Benimàmet, Regne de València: Jaume Roig, metge i escriptor en català del País Valencià.
- 1869 - Sabadell: Pere Turull i Sallent, conegut com el Rico Catalán, industrial sabadellenc.
- 1887 - Barcelona: Caterina Mas i Porcell, soprano catalana (n. 1820).[35]
- 1930 - València: Josep Rodrigo Pertegàs, metge i historiador valencià (76 anys).
- 1963 - Sabadell (Vallès Occidental): Josep Maria Marcet i Coll, alcalde de Sabadell entre 1940 i 1960.
- 1979 - València: Vicent Asencio i Ruano, compositor valencià (70 anys).
- 1991 - Barcelona: Montserrat Alavedra i Comas, soprano catalana (44 anys).[36]

Resta del món
- 397, Milà, Imperi Romà d'Occident: Ambròs de Milà, bisbe. Venerat com a sant (n. 337/340).[37]
- 636, Sevilla, Regne Visigod: Isidor de Sevilla, bisbe i historiador (n. 560/570).
- 896, Roma, Estats Pontificis: Formós, papa (n. c. 816).[38]
- 1282, Abadia de Montecassino: Bernard Ayglier, religiós benedictí francès (n. 1216).[39]
- 1284, Sevilla, Corona de Castella: Alfons X el Savi, Rei de Castella (1252-84), fundador de l'Orde de Santa Maria d'Espanya (62 anys)
- 1305, Adrianòpolis, Imperi Romà d'Orient: Roger de Flor, cap dels almogàvers, és assassinat a traïció per ordre d'Andrònic II, la qual cosa provoca l'anomenada Venjança Catalana a l'Imperi Romà d'Orient (n. 1268).[40]
- 1566, Roma (Estats Pontificis): Daniele da Volterra, pintor i escultor manierista italià (n. c. 1509).[41]
- 1617, Edimburg (Escòcia): John Napier, matemàtic i empresari escocès (n. 1550).[42]
- 1841, Washington DC: William Henry Harrison, 9è president dels Estats Units (n. 1773).[43]
- 1875, Stuttgart: Karl Mauch, geòleg i explorador alemany que va explorar el sud del continent africà (n. 1837).[44]
- 1881, Saint-Germain-en-Laye (França)ː Napoléon Peyrat, pastor protestant, poeta i historiador del catarisme i de la Reforma.[45]
- 1889, Florència: Gisela von Arnim, escriptora alemanya (n. 1827).[46]
- 1915, Marchéville-en-Woëvre (França): Louis Pergaud, escriptor francès, Premi Goncourt de l'any 1910 (n. 1882).[47]
- 1923, Schömberg (Alemanya): Iuli Ossípovitx Zederbaum, més conegut pel pseudònim de Iuli Màrtov, Julius Martov o L. Martov fou un revolucionari socialista rus líder de la fracció menxevic. (n. 1873).[4]
- 1933, Stuttgart: Ewald Straesser, compositor alemany.
- 1944, Auschwitz: Alma Rosé, violinista i directora de l'Orquestra de Dones d'Auschwitz (n. 1906).[48]
- 1953, 
  - Cascais (Portugal): Carles II de Romania, Rei de Romania Va pujar al tron després del cop d'estat de 1930 contra el seu fill Miquel I de Romania i va romandre-hi fins a l'any 1940 (n. 1893).[4]
  - París: Rachilde, escriptora i editora de premsa francesa (n. 1860).[49]
- 1968, Memphis, Tennessee, EUA: Martin Luther King, activista en pro dels drets dels negres i Premi Nobel de la Pau el 1964 (n. 1929).[4]
- 1979, Rāwalpindi, Pakistan: Zulfikar Ali Bhutto, president de Pakistan entre 1971 i 1973 (n. 1928).[4]
- 1983, Nova York: Gloria Swanson, actriu estatunidenca (n. 1899).[50]
- 1995, Bombai, Índia: Hansa Jivraj Mehta, política i activista feminista (n. 1897).[51]
- 2003, Cleveland, Ohio, EUA: Frederick Chapman Robbins, bacteriòleg estatunidenc, Premi Nobel de Medicina o Fisiologia de l'any 1954 (n. 1916).[52]
- 2016, Madrid: Chus Lampreave, actriu espanyola (n. 1930).[53]

## Festes i commemoracions
- Dia Internacional d'Informació sobre el Perill de les Mines i d'Assistència per a les Activitats Relatives a les Mines
- Catolicisme:
  - Benet de San Fratello, religiós franciscà;
  - Isidor de Sevilla, bisbe;
  - Plató de Sakkudion, abat;[54]
  - Víctor i Eci de Barcelona, bisbes llegendaris ;
  - beats Guillem Cuffitelli, eremita,
  - Francisco Marto, nen visionari de Fàtima.

- A l'anglicanisme i el luteranisme: Martin Luther King.